# Romeo e Giulietta (film 1912)
Romeo e Giulietta è un film muto del 1912, diretto da Ugo Falena.

## Trama
Romeo, si innamora della bionda Giulietta Capuleti, figlia del nemico. 
Iniziano a frequentarsi di nascosto, fino al ballo tenutosi nella casa del Capuleti.
Tebaldo, promesso sposo di Giulietta, vede i due amanti baciarsi e riferisce tutto al futuro suocero. 
Capuleti, irato per questo affronto decide di dichiarare guerra al suo nemico: Montecchi.
Il Principe, riesce alla fine, a separare Capuleti e Montecchi, ed emette un editto che chiunque sguainerà la spada sarà esiliato dalla città.
Intanto Romeo si sposa in segreto con Giulietta, ma la loro felicità durerà poco poiché Tebaldo, sfida Romeo. 
Quest'ultimo ferisce Tebaldo, ma viene visto dalle guardie e subito portato dal Principe, il quale condanna il ragazzo all'esilio.
Romeo, sconsolato si reca dall'amata a portarle la notizia.
La ragazza sapendo della sorte toccata al marito, lo saluta con ultimo bacio.
Il padre, non sapendo del matrimonio segreto, obbliga sua figlia a sposarsi con Tebaldo.
La ragazza, ormai agli estremi, decide con l'aiuto della balia, a parlare con frate Lorenzo. Quest'ultimo da alla ragazza una boccetta contenente un potente sonnifero da prendere prima del matrimonio. 
Giulietta, eseguendo ciò che ha detto il frate, beve il contenuto e 'muore' tre le braccia di Tebaldo.
Romeo, sentendo alcune voci, ritorna a Verona, e vede la sua amata priva di vita, distrutto per la sua morte, la segue di nascosto, e dopo che tutti se ne sono andati, le dà l'ultimo saluto e l'ultimo bacio, ed infine si pugnala.
In quel momento, Giulietta si sveglia e vede il suo amato contorcersi dal dolore. Capisce subito quello che è successo. Romeo, vedendo la sua amata viva, le da un ultimo abbraccio, e muore tra le sue braccia. 
Giulietta, disperata, decide di porre fine alla sua vita.
Baciando per l'ultima volta il suo amato, si uccide.